# Grand Declaration of War
Grand Declaration of War (с англ. Великое объявление войны) — второй полноформатный студийный альбом норвежской блэк-метал группы Mayhem, выпущенный на лейблах Season of Mist и Necropolis Records в 2000 году. Альбом стал первым полноформатным релизом со времён De Mysteriis Dom Sathanas 1994 года. Grand Declaration of War довольно далеко отошёл от традиционного блэк-метала в звучании, и содержит элементы авангардного метала. Построение композиций значительно усложнилось. Во многих композициях использованы различные эффекты, например искажение голоса, квадрофонические эффекты и т.д. Звук стал намного «чище» в сравнении с предыдущими работами группы.
Переиздание альбома вышло в декабре 2018 года; исходное «холодное», «стерильное» звучание было заменено более сырым звуком, а бас и барабаны стали более заметными в миксе.

## История записи и музыкальный стиль альбома
После смерти гитариста и сооснователя группы Евронимуса, барабанщик Хеллхаммер (Ян Аксель Бломберг) и басист Некробутчер (Йорн Стубберуд) договорились возродить группу. На место вокалиста был приглашен бывший участник Mayhem Маньяк (Свен Эрик Кристиансен), а в качестве гитариста в группу пришел Бласфемер (Руне Эриксен).
Бласфемер, желая выйти за рамки традиционного блэк-метала, стал главным композитором и идеологом музыкального стиля Grand Declaration of War.
Сама структура композиций альбома довольно сложна, что характерно для авангардного направления музыки. Частые смены тона и темпа создают атмосферу хаоса и неопределённости. Некоторые композиции, например одноименная или «View from Nihil (Part I of II)» стилизованы под военные марши. Во многих композициях присутствует чистый вокал, зачастую он мешается с классическим для блэк-метала скримингом. Также в альбоме есть полностью электронная композиция «A Bloodsword and a Colder Sun (Part II of II)».
Лирика альбома, как и его название подверглись влиянию немецкого философа Фридриха Ницше. Строки из его произведений «Сумерки идолов» и «Антихрист. Проклятие христианству» очень часто фигурируют в текстах к альбому. Название альбома взято из той же книги «Сумерки идолов», сам Ницше называл её «Великая Декларация Войны» (нем. «eine grosse Kriegserklärung»).

## Критика
В своей книге «Четыре десятилетия прогрессивного хэви-метала» Джефф Вагнер написал, что Grand Declaration of War включает «разнообразие вокальных оттенков, соответствующих многослойной музыке», между «A Time to Die», описанным Вагнером как «одна минута сорок восемь секунд черного исчисления», «A Bloodsword and a Colder Sun», предлагающая «мягкий электронный грув, настолько близкий к трип-хопу, что он мгновенно стал самым противоречивым треком альбома», и «завораживающую десятиминутную растянутую пейзаж гибели Completion in Science of Agony». «Звуковая ясность» альбома была полной противоположностью раннему «некро-звуку группы».
Алекс Хендерсон из AllMusic писал, что Mayhem превзошли сами себя с Grand Declaration of War. «Этот концептуальный альбом намного более продуманный, музыкальный, сложный и сложный, чем обычный блэк-металлический релиз. С Grand Declaration of War вы не будете выбирать свои любимые треки; к этой работе нужно подходить как к единому произведению, и чтобы в полной мере оценить его, нужно прослушать его от начала до конца без перерыва. «Великое объявление войны» не понравится тем, у кого мало внимания, но для тех, кто сможет сесть и по-настоящему уделить этой пластинке все свое безраздельное внимание, награда велика».
Сайт MetalLibrary.ru так описывал альбом: «Довольно странное, а точнее – удивительно странное впечатление оставляет этот диск. Скорее, главной характеристикой "Grand Declaration Of War" могут послужить два слова: необычность и неопределенность. Долго вслушиваясь в музыку "Grand Declaration Of War", обнаруживаешь, что альбом обладает концептуальностью, полностью соответствуя своему названию – воинственная, моментами маршевая ритмика, призывные тексты, но не обладает достаточной целостностью и завершенностью. Ударные в альбоме занимают явно ведущее положение, и именно они определяют стилистику той или иной композиции, то ускоряясь до бласт-битовой молотьбы, сопровождаемой блэковыми гитарными партиями и скримингом в лучших true-and-evil традициях – в эти минуты заметен старый тру-блэковый Mayhem, то переходя на индустриальные полуэмбиентные выстукивания под шепот или больной чистый голос Маньяка. Если музыканты этими неожиданными переходами от средневекового блэк-звучания к сэмплам под прошедший компьютерную обработку вокал хотели шокировать слушателей, то им это удалось, но творению не хватает некой целостности. Разные по стилю куски до конца не связаны друг с другом, в результате чего иногда даже раздражаешься, слыша эти никак музыкально не обоснованные переходы. Необходимо более тщательно продумывать взаимосвязь между ними и выстраивание музыкальных гармоний. А пока – "четверка" за качество записи и оригинальность».
Dead End Follies пишут, что «Grand Declaration of War не завершен. Самым радикальным изменением в звучании Grand Declaration of War является включение в среднем темпе фрагментов речи в военном стиле в таких песнях, как In the Lies Where Upon You Lay, View from Nihil и Crystalized Pain in Deconstruction. Они интересны сами по себе, но неуклюже вписываются в песни рядом с фирменным пронзительными блэк-металлическими визгами Маньяка. Наличие холодных и четко поставленных монологов о том, что по сути является блэк-металическими песнями, кажется нерешительным. Пластинка страдает из-за отсутствия в ней творческой последовательности. Неудивительно, почему после этого Mayhem вернулись к тому, что у них получается лучше всего, и почти перестали играть песни из Grand Declaration of War вживую. Он сделал важное заявление о блэк-метале и экспериментах, но это не успешная запись».

## Список композиций
Все тексты написал Маньяк, всю музыку — Бласфемер.
| №   | Название                                                                                               | Длительность |
| --- | --- | ------------ |
| 1.  | «A Grand Declaration of War» (рус. Великое объявление войны)                                           | 4:14         |
| 2.  | «In the Lies Where upon You Lay» (рус. Во лжи, где ты лежал)                                           | 5:59         |
| 3.  | «A Time to Die» (рус. Время умирать)                                                                   | 1:48         |
| 4.  | «View from Nihil (Part I of II)» (рус. Взгляд из Нихила (Часть I из II))                               | 3:04         |
| 5.  | «View from Nihil (Part II of II)» (рус. Взгляд из Нихила (Часть II из II))                             | 1:16         |
| 6.  | «A Bloodsword and a Colder Sun (Part I of II)» (рус. Кровавый меч и холодное солнце (Часть I из II))   | 0:33         |
| 7.  | «A Bloodsword and a Colder Sun (Part II of II)» (рус. Кровавый меч и холодное солнце (Часть II из II)) | 4:27         |
| 8.  | «Crystalized Pain in Deconstruction» (рус. Кристаллизованная боль в деконструкции)                     | 4:09         |
| 9.  | «Completion in Science of Agony (Part I of II)» (рус. Завершение в Науке агонии (Часть I из II))       | 9:44         |
| 10. | «To Daimonion (Part I of III)» (рус. К Даймониону (Часть I из III))                                    | 3:25         |
| 11. | «To Daimonion (Part II of III)» (рус. К Даймониону (Часть II из III))                                  | 4:52         |
| 12. | «To Daimonion (Part III of III)» (рус. К Даймониону (Часть III из III))                                | 0:07         |
| 13. | «Completion in Science of Agony (Part II of II)» (рус. Завершение в Науке агонии (Часть II из II))     | 2:14         |

Последняя композиция, Completion in Science of Agony (Part II of II), является бонус-треком в некоторых изданиях.

## Участники записи

### Mayhem
- Маньяк (Свен Эрик Кристиансен) — вокал;
- Бласфемер (Руне Эриксен) — гитара;
- Некробутчер (Йорн Стубберуд) — бас-гитара;
- Хеллхаммер (Ян Аксель Бломберг) — ударные;

### Доп. персонал
- Андерс Одден — соавтор и семплирование на «A Bloodsword and a Colder Sun»;
- Эйвинд Хягеланд — второй вокалист на «Completion in Science of Agony»;
- Тор Ильвизакер — семплы и шумовые эффекты на «Completion in Science of Agony»;
- Себастиан Людвигсен — фотография на обложке;
- Марк Франкомб Ред — дизайн обложки;
- Анна Сесиль Олавсен — верстка обложки;